# Canyons Resort
Canyons Resort, Park City, Utah, USA, är en av de fem största skidcentrumen i USA och Utahs största.
Där faller 9 meter snö i snitt årligen. 
Skidområdet invigdes 1968 som Park City West 1968, en systerskidort till Park City Mountain Resort som invits 1963. Det byte 1975 namn till Park West, och 1997 till Canyons och 2010 till Canyons Resort.

## Data
- Höjd över havet: 2.073 meter
- Högsta topp: 3045 meter
- Fallhöjd: 972 meter
- Antal bergstoppar: 8
- Skidbar areal: 1 416 hektar
- Liftar: 16 totalt
- Pistfördelning:

- Nybörjare: 14% (Grön markering)
- Vana åkare: 44% (Blå markering)
- Skickliga åkare: 42% (Svart markering)

### Fotnoter
1. ↑  ”Canyons Resort History”. Canyons Resort. http://www.canyonsresort.com/resort_history.html. Läst 11 februari 2014.